# ندى الجربوي
ندي الجريوي (وُلدت يوم 24 يونيو 2015)، هي متسابقة دراجات محترفة كويتية الأصل. قامت بالتسابق في سباق وقت للنساء وسباق الطريق للنساء ببطولات الطرق العالمية لعام 2016 (UCI) ولكنها لم تُكمل السباق. ندي هي الأخت الكبرى لمتسابقة دراجات الطرق نجلاء الجربوي والتي تنافست بدورها في بطولة العالم لسباق الدراجات على الطريق 2016 (UCI).

## وصلات خارجية
- ندى الجربوي على موقع إحصائيات الدراجات الإحترافية (الإنجليزية)

لمحة عن ندى الجربوي  على موقع ProCyclingStats  -  (برو  سايكلنج  ستاتس) - إحصاءات  محترفي  الدراجات.